# 가미아키즈키촌
가미아키즈키촌(上秋月村)은 후쿠오카현 아사쿠라군에 있던 촌이다. 현재의 아사쿠라시의 일부에 해당한다.